# Tumblr
Tumblr (произн. «тамблер») — служба микроблогов, включающая в себя множество картинок, статей, видео и gif-изображений по разным тематикам и позволяющая пользователям публиковать посты в их тамблелог (англ. tumblelog). Пользователь может подписываться (англ. follow) на блоги других пользователей, после чего их записи будут появляться на его ленте новостей (англ. dashboard). Сервис характеризует себя как «простейший способ вести блог» (англ. “The easiest way to blog”). Генеральным директором Tumblr является Дэвид Карп (англ. David Karp).

## История
Дэвид Карп основал Tumblr в 2007 году. В роли партнёра выступил Марко Армент, который являлся главным разработчиком. В скором времени около 75 000 блогеров стали использовать платформу Tumblr; c тех пор их количество непрерывно растёт. В 2009 появилось приложение Tumblr для iPhone, созданное Джеффом Роком и Гарреттом Россом.
17 марта 2010 года блог разработчиков сообщил, что Tumblr теперь доступен на смартфонах BlackBerry. 17 апреля 2010 года соответствующее приложение стало доступно для всех владельцев BlackBerry.
Согласно сообщению Дэвида Карпа в блоге разработчиков, опубликованному 8 марта 2010 года, на сервисе ежедневно появлялось около двух миллионов записей и регистрировалось 15 тысяч новых пользователей. В 2009 году Tumblr имел 85 % коэффициента удержания (коэффициент реинвестирования прибыли в основные фонды), по сравнению с 40 % у Twitter.
В сентябре 2010 года Марко Армент покинул Tumblr, чтобы сфокусироваться на работе над Instapaper.
18 мая 2013 года корпорация Yahoo! анонсировала приобретение Tumblr за 1,1 млрд $ без изменения структуры компании. Кроме того, Yahoo! пообещала не запрещать NSFW-контент, который пользователи Tumblr могут размещать без угрозы оказаться заблокированными.
Всего на апрель 2017 года в Tumblr зарегистрировано более 340 миллионов блогов.
В 2019 году Verizon продал Tumblr Automattic, владельцу WordPress. Сумма сделки не была озвучена, в СМИ озвучивались оценки в размере менее 3 млн долларов.

## Особенности
Tumblr делает акцент на персонализации и простоте использования в сочетании с интуитивно понятным интерфейсом. Публикуемый контент подразделяется на семь категорий: Текст, Фото, Цитата, Ссылка, Чат, Аудио и Видео. Пользователи могут подписаться на другие блоги (по аналогии с Twitter), после чего новые записи будут появляться в ленте новостей на главной странице сервиса. Через этот же интерфейс пользователи могут отмечать понравившиеся записи и делать реблоги (англ. reblog) в свой блог с возможностью добавить свой комментарий. Кнопка «нравится» (англ. like) позволяет пользователю сообщить своим подписчикам и автору записи о том, что последняя ему понравилась.
Многие пользователи Tumblr используют функцию «Очередь сообщений» (англ. Queued Posts), которая позволяет планировать публикацию записей на определённое время. Tumblr рекламирует эту функцию как «простой способ сохранять ваш блог активным и насыщенным» (англ. “an easy way to keep your blog active and consistent”).
15 марта 2010 года разработчики Tumblr сообщили о тестировании функции, позволяющей загружать видео напрямую. До этого Tumblr пользователи могли встраивать видео, размещённые на других сервисах (например, YouTube).
Поддерживается автоматический экспорт сообщений в Twitter и Facebook, а также по протоколу RSS (например, с помощью FeedBurner).

### Идеологическое направление
Tumblr является излюбленной площадкой для многочисленных англоязычных фанатских сообществ игр, сериалов, мультфильмов и комиксов, где они образуют крупные сообщества и публикуют творческие работы. Сообщество Tumblr отличается «инклюзивностью» — терпимым отношением к контенту сексуального характера, а также выходящему за рамки гетеронормативности и преобладающих в современном обществе представлений об идеалах красоты. Это даёт свободу творчества многим художникам, которые на иных форумах могли бы столкнуться с непониманием со стороны консервативных участников или даже стать жертвами оскорблений.
Tumblr отличается от остальных социальных сетей своей активной поддержкой лево-прогрессивных активистов и сообществ — феминистские, интерсекциональные движения, ЛГБТ и разных маргинализованных групп в США — афро-американцев, религиозных активистов и т. д. По этой причине здесь довольно нетерпимо относятся к сторонникам Трампа, республиканцам, конфедератам и иным консервативным и охранительным точкам зрения. Консервативные и ультраправые интернет-пользователи, в свою очередь, обвиняют сеть в продвижении левого экстремизма и обратной ксенофобии. По данным The Daily Dot, в Tumblr зарегистрировано и активно наибольшее количество активистов за права меньшинств и маргинальных групп, а сама сеть получила уничижительное прозвище площадки для «SJW» (борцов за социальную справедливость). Так как за пределами США Tumblr становился площадкой оппозиционных активистов, сеть была заблокирована в таких странах, как Китай, Индонезия, Казахстан и Иран.

### Порнография
Tumblr являлся одной из немногих социальных сетей, где официально было разрешено размещение материалов эротического и порнографического характера: пользователи могут загружать фотографии и встраивать видео сторонних сервисов.
Следует отметить, что пользователю, загрузившему откровенное видео непосредственно на Tumblr, администрация сервиса выносит предупреждение, а при повторных нарушениях блокирует учётную запись. Правила сообщества (англ. Community Guidelines) поясняют, что «хранить такие видео чертовски дорого» (англ. fucking expensive, игра слов).
После приобретения сервиса корпорацией Yahoo! задавался вопрос о том, собирается ли новый владелец менять политику в отношении откровенного контента. CEO Yahoo! Марисса Майер заявила, что «компания не заинтересована в ограничении контента, публикуемого на Tumblr».
С 2016 года сайт недоступен в Республике Казахстан из-за порнографических блогов.
В ноябре 2018 года произошёл скандал с Tumblr: его приложение было удалено из AppStore из-за ошибки фильтра, пропустившего детскую порнографию. А 3 декабря CEO Tumblr Джефф Д’Онофрио заявил, что 17 декабря 2018 года на платформе будет запрещён весь эротический и порнографический фото- и видео- контент, включая «женщин, демонстрирующих соски» (ориг. «female presenting nipples»), мотивируя это защитой несовершеннолетних и создания «дружелюбной среды».
Такое решение спровоцировало массовую миграцию художников и пользователей на другие платформы, где эротический контент разрешён наряду с неэротическим, хотя бы в скрытом виде, ввиду того, что боты, работающие для фильтрации эротического контента, стали выносить предупреждения и блокировать посты и блоги целиком за иные совершенно безобидные изображения. Кроме того, пользователи отметили, что на платформе давно по умолчанию работает «Безопасный режим», который не показывает в поисковике откровенный контент даже при его отключении, и потому принятые меры попросту бессмысленны. Пользователи отправили открытое письмо руководству Tumblr и организовали петицию на Change.org с просьбой сохранить контент для взрослых на этой платформе. Также была проведена онлайн-акция протеста, которая состояла в том, чтобы выйти из Tumblr 17 декабря на сутки.
Непосредственно 17 декабря команда Tumblr выпустила пост с «пояснениями» к новым правилам, в которых заявили, что откровенный контент не будет удалён, а только скрыт от всех пользователей, кроме самого автора, что однако, на решение многих пользователей покинуть платформу не повлияло.

### Русификация
При входе на сайт Tumblr из русскоязычного сегмента, меню и служебные сообщения отображаются на русском языке. Контент — на английском.

## Достижения
В январе 2009 года Tumblr вошел в Топ пяти технических приспособлений Обамы (англ. Obama's Top 5 Tech Tools) в журнале PC World.
В августе 2009 года Дэвид Карп был назван лучшим молодым предпринимателем в сфере высоких технологий (англ. Best Young Tech Entrepreneur) 2009 года по версии журнала BusinessWeek.
В августе 2010 Tumblr стал финалистом Lead411’s New York City Hot 125.